# حطاطبة
حطاطبة هي إحدى بلديات ولاية تيبازة الجزائرية.

## أعلام
- إسحاق علي موسى